# 播植镇
播植镇，是中华人民共和国广东省肇庆市德庆县下辖的一个乡镇级行政单位。

## 行政区划
播植镇下辖以下地区：
播植社区、植村、播植村、洛阳村、前案村、龙福村、新合村、虎岗村、桃村、社香村和文定村。